# Сичневое (Днепропетровская область)
Сичневое (укр. Січневе, до 2024 года — Январское) — село,
Великомихайловский сельский совет,
Покровский район,
Днепропетровская область,
Украина.
Код КОАТУУ — 1224283409. Население по переписи 2001 года составляло 298 человек.

## Географическое положение
Село Январское находится в 2-х км от правого берега реки Вороная и в 3,5 км от левого берега реки Волчья,
в 2-х км от села Малиевка.
По селу протекает пересыхающий ручей с запрудой.

## История
- 1921 — дата основания.